# 발랑탱 포르트
발랑탱 포르트(프랑스어: Valentin Porte, 1990년 9월 7일~)는 프랑스의 핸드볼 선수로 포지션은 라이트백이다. 현재 프랑스 핸드볼 리그의 몽펠리에 앙드발 소속으로 뛰고 있다. 프랑스 국가대표팀 소속으로 2020년 하계 올림픽에서 금메달, 2016년 하계 올림픽에서 은메달을 획득했으며 세계 선수권 대회에서 2회 우승을 차지했다.